# Jaapiella scabiosae
Jaapiella scabiosae är en tvåvingeart som först beskrevs av Jean-Jacques Kieffer 1888.  Jaapiella scabiosae ingår i släktet Jaapiella och familjen gallmyggor. Inga underarter finns listade i Catalogue of Life.